# 赤峰桥

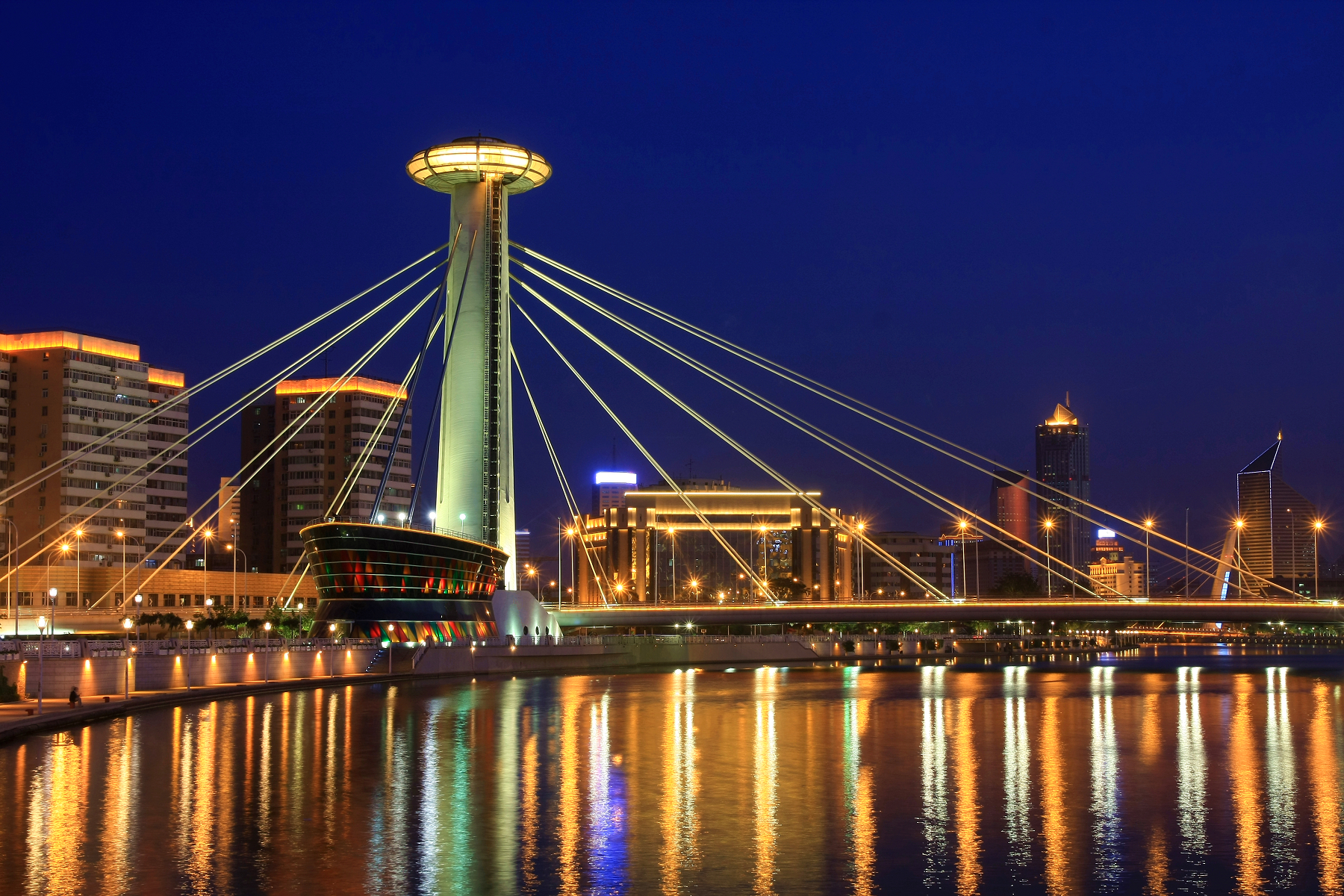
赤峰桥夜景

39°07′49″N 117°12′25″E / 39.13021°N 117.20706°E赤峰桥是一座建于中国天津市海河上的桥梁。赤峰桥位于天津河东区、和平区的交界处，西起赤峰道，东接李公楼立交桥，分别连接海河东西两岸的天津金融城、津湾广场和天津站、南站商务区，是天津最早用地名命名的海河跨河桥。1981年建成的老赤峰桥已于2007年拆除，新赤峰新桥于2007年2月12日正式开工建设。2008年建成通车，成为中国唯一的斜塔双索面弯斜拉桥，并设有观光塔，赤峰桥桥面长226米、宽30.95米，重7000吨，双向6车道。